# Sam Watts
Sam Watts (ur. 14 lutego 1992) – brytyjski lekkoatleta specjalizujący się w biegach sprinterskich.
Siódmy zawodnik biegu na 200 metrów z mistrzostw świata juniorów młodszych (2009). Był członkiem brytyjskiej sztafety 4 x 100 metrów na mistrzostwach świata juniorów w Moncton w sezonie 2010. W 2011 indywidualnie był piąty w biegu na 100 metrów, a wraz z kolegami z reprezentacji sięgnął po srebrny medal mistrzostw Europy juniorów w biegu rozstawnym 4 x 100 metrów. 
Rekordy życiowe: bieg na 200 metrów (stadion) – 20,68 (16 maja 2015, Ames); bieg na 200 metrów (hala) – 20,69 (31 stycznia 2015, Albuquerque). 